# Кућа Милана А. Павловића
Кућа Милана А. Павловића се налази у Београду, на углу улица Грачаничка и Вука Караџића на територији градске општине Стари град.  Подигнута је 1912. године и представља непокретно културно добро као споменик културе.

## Изглед зграде
Кућа је подигнута према пројекту архитекте Николе Несторовића, као угаона стамбена зграда и била је предвиђена за један стан који се развијао око централног хола. Фасаде са елементима академске архитектуре и богатом сецесијском декорацијом, подељене су по хоризонтали профилисаним венцима који деле масивни сокл од приземља и спрата и горњи део изнад кровног венца. Приземље и спрат су обликовани као јединствена целина оживљена по вертикали међупрозорским пиластрима. Изнад кровног венца се уздиже зидана атика са малим прозорима поткровља. Угаони, заобљени део фасаде наглашен је кружним кубетом на полукружном постољу.
Године 2019. обновљена је фасада зграде.

## Намена зграде
Грађевина је временом мењала своју намену, а самим тим била је дограђивана и преграђивана. Једно време у њој се налазило седиште Кола дунавских јахача „Кнез Михаило“, популарно назван Џокеј клуб, када је дограђена и велика дворана за забаве. После Другог светског рата у згради је смештен Институт за криминолошка и социолошка истраживања.

## Галерија
- Изглед зграде до пред крај друге деценије 21. века
- Изглед зграде до пред крај друге деценије 21. века
- Изглед зграде до пред крај друге деценије 21. века
- Изглед зграде до пред крај друге деценије 21. века
- Фасадна пластика
- Фасадна пластика
- Фасадна пластика